# Luke Jackson (giocatore di football americano)
Luke Jackson (1983) è un giocatore di football americano australiano, che gioca come runningback per i Monash Warriors.